# 蒙特福特-奇伦托
蒙特福特-奇伦托（義大利語：Monteforte Cilento），是意大利萨莱诺省的一个市镇。总面积22平方公里，人口584人，人口密度26.5人/平方公里（2009年）。ISTAT代码为065074。